# Luis Herrero Juan
Luis Herrero Juan es un alto funcionario español de la Administración General del Estado, en la que ha desempeñado diferentes cargos de responsabilidad.

## Biografía
Se licenció en Ciencias Políticas y en Derecho por la Universidad Complutense de Madrid. Ingresó por oposición en el Cuerpo Superior de Administradores Civiles del Estado en 1973.
Ha desarrollado siempre su carrera en la Administración española. En 1983 fue nombrado Subdirector de Personal en el Ministerio de Sanidad. Seguirían los cargos de Subdirector general de Cuerpos Interministeriales y Programación de Efectivos (Ministerio de Administraciones Públicas, 1985) Director general de Servicios en el Ministerio de Sanidad y Consumo (1985), director general de Costes de Personal y Pensiones Públicas en el Ministerio de Hacienda (1991) y subsecretario en el Ministerio de Justicia e Interior (1994). En ese puesto coincide por primera vez con María Teresa Fernández de la Vega, a la sazón Secretaría de Estado de Justicia.
Tras la victoria electoral del Partido Popular en las elecciones generales de 1996, pasa a la administración universitaria, siendo nombrado gerente de la Universidad Nacional de Educación a Distancia en 1999.
En 2004, coincidiendo con la designación de Fernández de la Vega como Vicepresidenta Primera y Ministra de la Presidencia, esta lo propone al Consejo de Ministros para ocupar el cargo de Subsecretario de la Presidencia. Abandonó el cargo por voluntad propia, cinco años más tarde, en 2009.

## Premios
- Gran Cruz de la Orden del Mérito Militar (1992).[5]
- Gran Cruz de la Orden del Mérito Civil (2009).